# Sumo sacerdote de Ptah
| wr | S42 | U24 |

| wr | S42 | U24 |

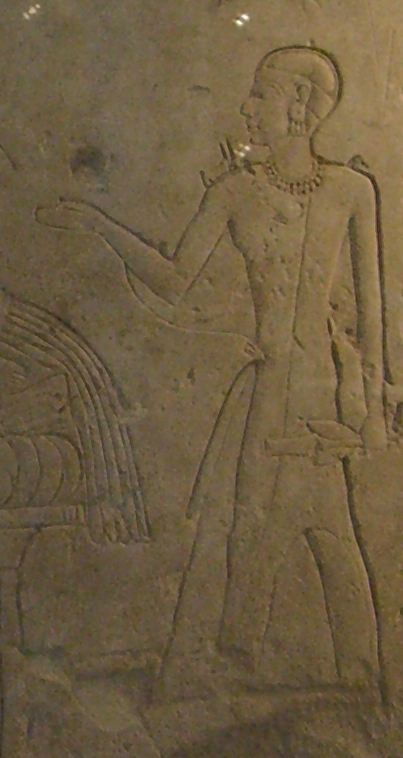
Relieve de Shedsunefertum, sumo sacerdote de Ptah durante el reinado de Sheshonq I.

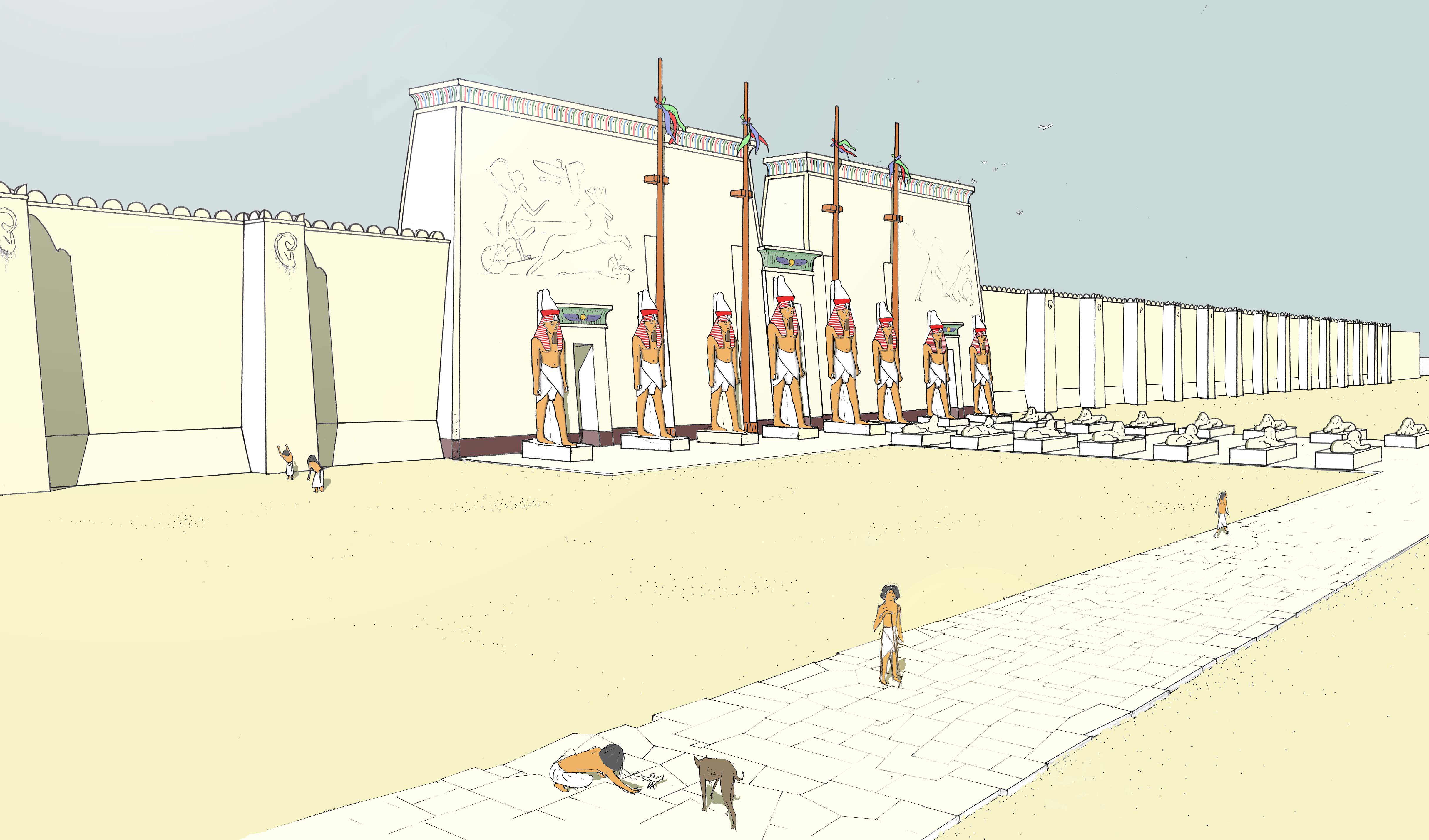
Reconstrucción de la fachada occidental del templo de Ptah en Menfis.

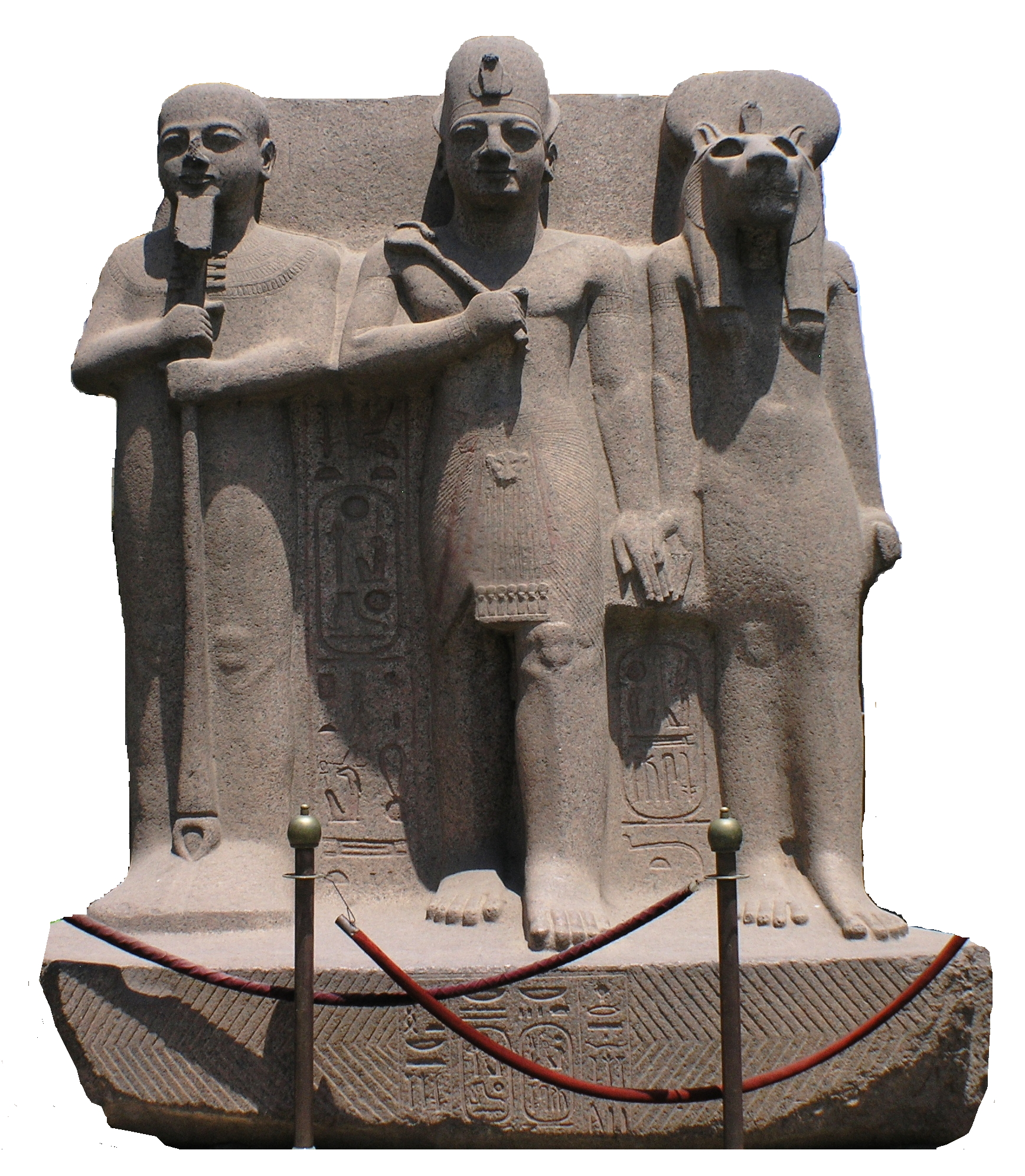
Ramsés II flanqueado por Ptah y Sejmet.

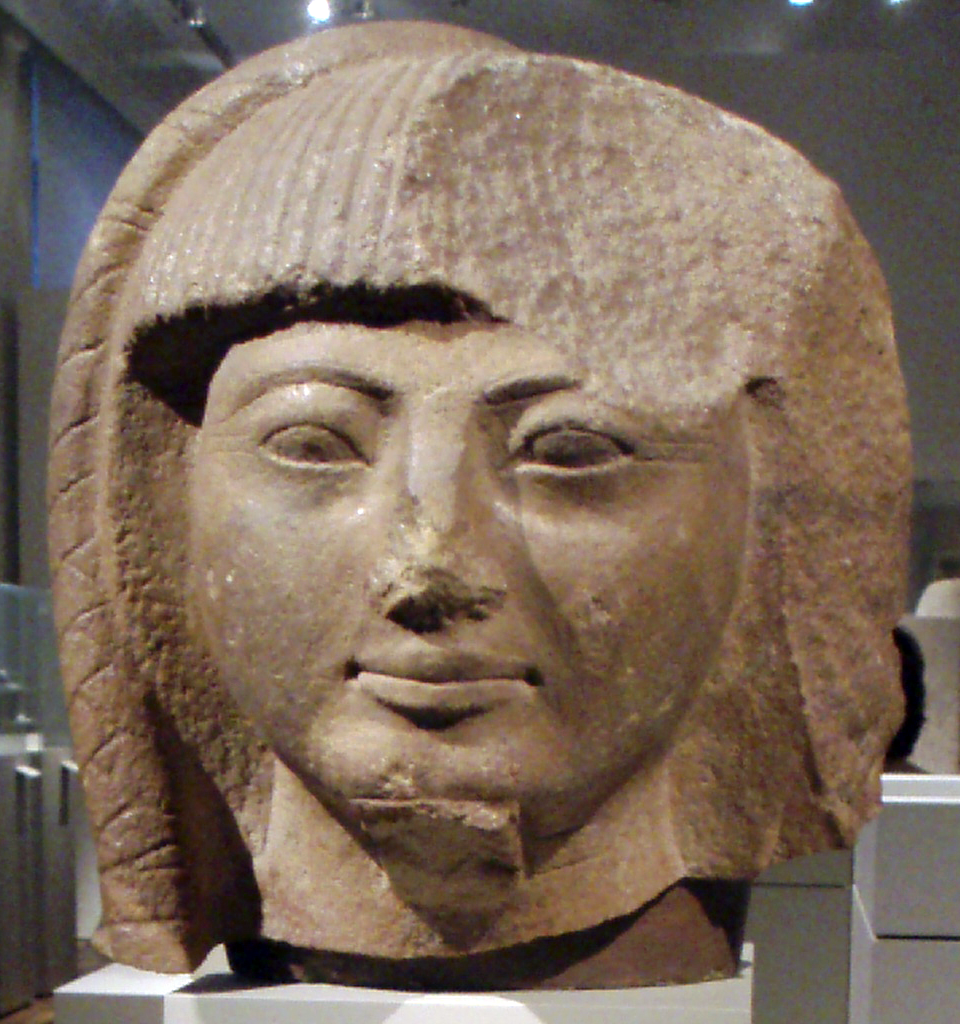
Príncipe Jaemuaset, hijo de Ramsés II, con peluca corta, que fue sumo sacerdote de Ptah.

El Sumo sacerdote de Ptah era la máxima autoridad del clero del dios Ptah, ocupando un lugar esencial en la administración del Antiguo Egipto. Se le menciona como el más grande de los Maestros de los Artesanos (wer kherp hmww), lo que confiere a Ptah como el dios patrono de los artesanos.
Desde el importante templo de Ptah en Menfis, donde se adoraba además a su esposa Sejmet y a su hijo Nefertem, dirigía todo un ejército de funcionarios encargados de administrar las ricas propiedades del dominio del dios Ptah que, a finales del Imperio Nuevo, todavía representaba el tercer dominio divino del Doble País, después del de Amón en Tebas y Ra en Heliópolis. Era nombrado por el propio faraón, a quien reemplazaba en el cumplimiento de los ritos sagrados que tenían lugar en el culto diario.

## Orígenes
Este título sacerdotal, aparecido en el Reino Antiguo, tuvo probablemente sus orígenes en la III Dinastía de Egipto, durante la que se produjo una proliferación de títulos honoríficos de altos cargos del Estado, una multiplicación que evolucionó paralelamente a la consolidación del poder real. Así, en una mastaba en Saqqara de un alto dignatario, Jabausokar, éste llevaba el título de "Director de artesanos", lo que le haría ser uno de los sacerdotes del clero de Menfis más antiguo conocido, aunque podría encontrarse bajo la autoridad del sumo sacerdote, que sigue siendo desconocido hasta la fecha, para este período. 
Se mencionan ya expresamente sumos sacerdotes de Ptah en inscripciones que datan de, al menos, la Dinastía IV de Egipto. En la tumba del noble Debehen, por ejemplo, existe una descripción de una visita del faraón Micerino al lugar de construcción de su pirámide "Divino es Micerino". Al rey le acompañaba un comandante naval y dos sumos sacerdotes de Ptah.
Esto podría ser visto como una evolución paralela en el desarrollo de la arquitectura y de las artes, por iniciativas reales y de la nobleza, que deseaban seguir a su soberano, incluso en el más allá. Las necrópolis de Saqqara y de Guiza ya eran importantes centros de producción artística en pleno crecimiento en ese momento, lo que requería una administración bien establecida para gestionar todos estos proyectos que se sucedieron al ritmo establecido por los gobernantes divinos.
Los sumos sacerdotes de Menfis dirigían esta administración, controlaban las obras y de ellos dependían la erección de estatuas, las estelas de falsas puertas, los sarcófagos y otras decoraciones de las tumbas. El primero y más importante de sus títulos era el de "el más grande jefe (o maestro) de los artesanos en la doble casa del gran palacio de Ptah".
Un gran complejo de templos que datan de la época de Ramsés II se encuentra en el actual Mit Rahina. El templo de Ptah de este período fue uno de los mayores complejos de templos en Egipto. Sólo se ha podido excavar una mínima parte porque una gran parte del sitio se encuentra muy cerca de la ciudad moderna.

## Función y papel
Está atestiguado que durante las Dinastías IV y V, su función estaba cubierta simultáneamente por dos sacerdotes, y así hasta los comienzos de la Dinastía VI de Egipto, cuando bajo su tercer rey, Pepi I, el sumo sacerdote Sabu, llamado Thety en su tumba de Saqqara menciona ser el primero en ser únicamente él, el portador del título de sumo sacerdote de Ptah, por orden de su soberano:
"Su Majestad me designó como único sumo sacerdote de Menfis... El templo de "Ptah al sur de su muralla" estaba a mi cargo, a pesar de que nunca hubo anteriormente un único sumo sacerdote de Ptah".
Como cabezas del clero de Ptah, los sumos sacerdotes disfrutaban de un considerable poder, pues Menfis era la ciudad de la realeza por excelencia. Como delegados reales, aseguraban el culto diario del dios en su gran templo y sus títulos secundarios indican, de hecho, muchas de las funciones administrativas en los diferentes santuarios en la capital y en toda la región, incluyendo la orilla occidental del Nilo, que se cubría con necrópolis, templos capillas de culto y otras áreas sagradas.
Aseguraban la dirección de la "casa de Sokaris", el dios de la necrópolis, y gobernaban sobre todos los dominios del templo de Ptah, que les proporcionaban la alimentación y recursos necesarios para los artesanos y sacerdotes.
Es de notar que durante la Dinastía V de Egipto, ocuparon el sacerdocio del dios Ra en los templos solares que erigieron los soberanos Userkaf, Sahura, Neferirkara, Neferefre, Nyuserra y Menkauhor.
Una notable insignia de su función y su rango era un gran collar de metal precioso con una forma geométrica característica, con uno de sus extremos decorado con una cabeza de chacal con dos brazos levantados en signo de adoración y en el otro, una cabeza de halcón, recordatorios probablemente de dos deidades de la necrópolis menfita, Upuaut y Sokaris. El Gran papiro Harris que contiene los anales del reinado de Ramsés III nos dice que el rey, con ocasión de la entronización del sumo sacerdote de Ptah hizo confeccionar un collar para el que eran necesarios dos debens de oro.
Ocupaban un papel esencial de apoyo a la realeza al ser responsables de la organización de las principales etapas que debía cubrir un rey, como su coronación o su jubileo al llegar a sus primeros treinta años de reinado, la fiesta Sed, donde presidían las ceremonias en la antigua Menfis. Participaban también en los principales rituales y acompañaban al rey durante las grandes fiestas del reino, guiando las peregrinaciones oficiales y las ceremonias. Por tanto, estaban muy ligados a la familia real y procedían ellos mismos a la coronación del rey que, con algunas excepciones en la historia de Egipto, se celebraba tradicionalmente en el corazón del templo de Ptah.
Ocupaban otros cargos de prestigio como el papel oficial de sacerdote sem, vistiendo para la ocasión una piel de pantera o de felino y portaban en su tocado una cinta con el título honorífico de "hijos reales", pues de hecho, no eran herederos de la corona. También estuvieron al frente del clero de Sokaris y presidieron el culto de Apis durante su vida y los ritos funerarios relacionados con su muerte en el Serapeum de Saqqara.
Como es habitual en otros casos, este cargo llegará a ser hereditario en ciertos momentos, creando así verdaderas dinastías de sacerdotes que transmitieron su cargo de padres a hijos, sobre todo durante el período Ptolemaico.